# Anna Homler
Anna Homler (* 1. November 1948 in Los Angeles) ist eine amerikanische Vokalistin und Performancekünstlerin.

## Leben und Wirken
Homler studierte bis 1970 Anthropologie an der University of California, Berkeley; ein M.A. in Erziehung und Sprachen an der Boston University folgte 1973.
Seit 1982 hat sie im künstlerischen Bereich gearbeitet und zunächst mit Steve Moshier ihre Cassette Breadwoman vorgelegt. 1992 folgte ihr Debütalbum Dó Ya Sá di Dó. Ihre Installation Pharmacia Poetica war 1994 und 1995 Bestandteil der Ausstellung Outside the Frame: Performance and the Object, die auch in Europa gezeigt wurde. Homler hat in Nordamerika mit Künstlern wie Jorge Martín, David Moss, Ethan James oder Steve Roden zusammengearbeitet. Auf Europatourneen ist sie auch mit den Voices of Kwahn, Frank Schulte, Steve Beresford, Peter Kowald, Richard Sanderson und Geert Waegeman/Pavel Fajt aufgetreten. Sie hat sich unter anderem auf der MusikTriennale Köln und auf dem Moers Festival, dem Festival Musique Actuelle in Victoriaville sowie auf dem Voices Festival in Innsbruck präsentiert.

## Diskographische Hinweise
- Greetje Bijma, Shelley Hirsch, Anna Homler, David Moss, Carles Santos Five Voices: Direct Sound. (Intakt Records, 1989)
- Anna Homler, Frank Schulte, Axel Otto Sugarconnection: Plays Alien Cakes. (No Man’s Land, 1994)
- Anna Homler/Steuart Liebig Kelpland Serenades (2005)
- Anna Homler & Sylvia Hallett The Many Moods of Bread and Shed (Orchestra Pit Recording, 2012)
- Anna Homler & David Moss/Mama Baer und Kommissar Hjuler Fluxus (Psych.KG, 2016)